# Pro TV
Pro TV est une chaîne de télévision privée roumaine, détenue par ProTV SRL (ro) qui fait partie du groupe Central European Media Enterprises. En 2012 la chaîne obtient la plus grande audience en Roumanie tout au long de l'année.

## Histoire
Lancée le 1er décembre 1995, Pro TV est la troisième chaîne privée apparue dans l'audiovisuel roumain après Tele7ABC, aujourd'hui disparue et Antena 1. Le premier programme retransmis est le journal télévisé Pro TV News présenté par Andreea Esca, à 19 heures.
Depuis le 3 septembre 1999, le groupe possède sa déclinaison en Moldavie, sous le nom Pro TV Chișinău, qui diffuse, outre les programmes de sa grande sœur, une série de journaux et programmes locaux, ainsi que leur propre publicité tout au long de la journée.
Le 1er décembre 2006, Pro TV commence à diffuser expérimentalement ses propres films, matchs et autres émissions en haute définition, créant une nouvelle chaîne appelée Pro TV HD.
Pro TV inaugure le 29 août 2014 son propre service de streaming, dénommé Pro TV Plus et dédié aux séries originales.

## Identité visuelle
Le 28 août 2017, la chaîne modifie son logo en abandonnant les trois lignes, présentes sur les logos précédents depuis le lancement de la station. Ce changement intervient de manière générale au sein du groupe Pro TV SRL, afin d'uniformiser l'ensemble des chaînes qui adopte un préfixe « Pro » à leur nom: Acasă TV, Acasă Gold et Sport.ro deviennent respectivement Pro 2, Pro Gold et Pro X.

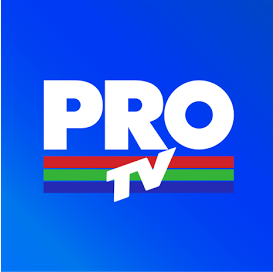
Logo de novembre 2015 à janvier 2016.
Logo de janvier 2016 à août 2017.
Logo depuis août 2017.

## Programmes
Les téléspectateurs ciblés par la chaîne sont les adultes urbains âgés de 30 à 50 ans, avec une programmation composée de séries et films nationaux et internationaux, du sport, ainsi que des programmes locaux d’informations et de divertissements. 

## Présentateurs et journalistes
- Andreea Esca